# Mswati III.

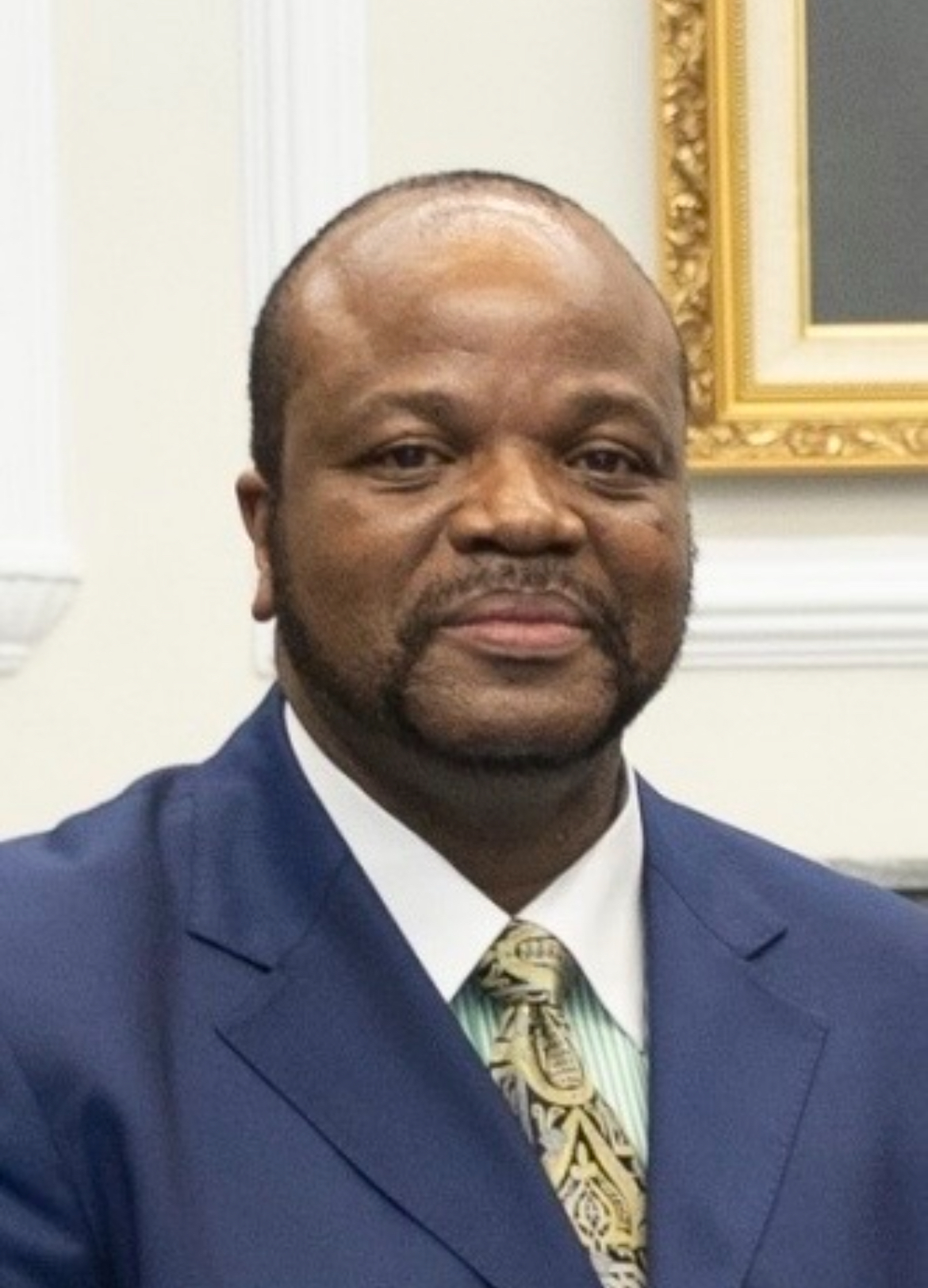
König Mswati III. (2024)

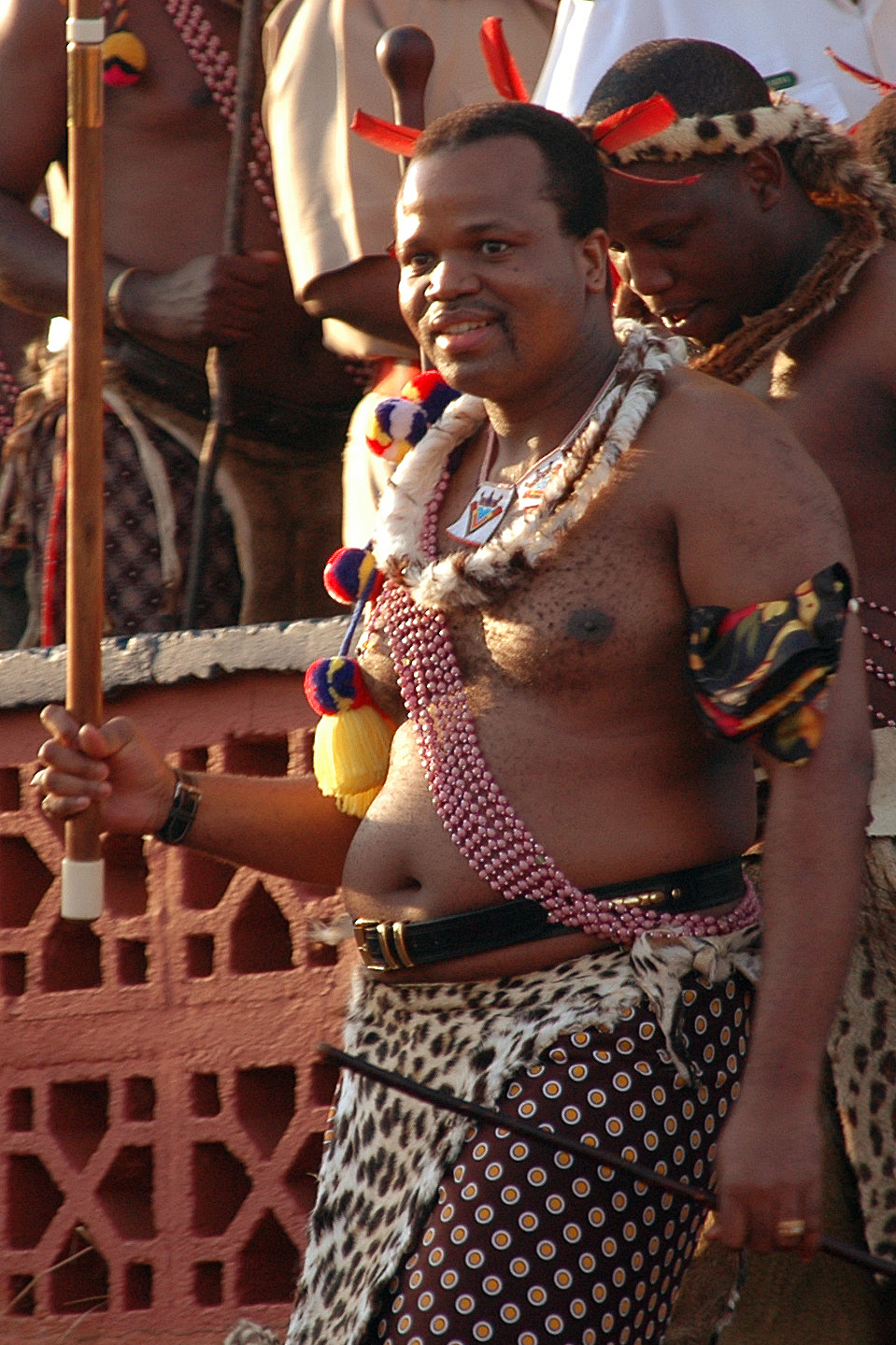
Mswati III. beim Reed Dance Festival 2006

Mswati III. (offiziell englisch King Mswati III., Geburtsname Prinz Makhosetive Dlamini, * 19. April 1968 in Manzini) ist seit dem 25. April 1986 König von Eswatini (bis 2018 Swasiland). Er ist der einzige absolutistisch regierende Herrscher in Afrika.
Mswati III. werden regelmäßig Menschenrechtsverletzungen vorgeworfen. Unter Mswatis Regentschaft wurde der Oppositionelle Thulani Maseko (der Mswati III. verklagt hatte, weil dieser das ehemalige Swasiland per Dekret in Eswatini umbenannt hatte) erschossen. Kurz zuvor hatte Mswati erklärt, Kritiker der Monarchie sollten „sich nicht darüber beschweren, dass sie von Söldnern umgebracht werden“.

## Leben und Wirken
Mswati wurde am 19. April 1968 im Raleigh-Fitkin-Memorial-Krankenhaus in Manzini geboren. Er ist ein Sohn des Königs Sobhuza II. Seine Mutter ist Ntombi, eine der jüngeren von insgesamt 70 Frauen des 1982 verstorbenen Monarchen, mit denen dieser etwa 210 Kinder gezeugt haben soll.
Mswati III. besuchte von 1983 bis 1986 die Sherborne School im Vereinigten Königreich. Am 25. April 1986 wurde Mswati III. nach einem geheimen Inthronisierungsritual zum König des Swasivolkes bestimmt. Er ist damit der 25. Herrscher des Hauses Dlamini. Mswati III. regiert per Dekret, da in der letzten absolutistischen Monarchie Afrikas seit 1973 alle politischen Parteien verboten sind. Am 5. Juni 2002 leitete er dem Parlament eine Gesetzesvorlage zu, die jegliche politische Betätigung in einer Partei bei Androhung einer bis zu 20-jährigen Haftstrafe untersagt. Die „Parlamentarier“ werden von ihm selbst ernannt (zwei Drittel der Senatoren und zehn Abgeordnete) oder von traditionellen Führern gewählt, die der Macht nahe stehen. Da er den evangelikalen Kirchen nahesteht, lässt er die Scheidung und das Tragen von Miniröcken verbieten.
An Mswatis III. Regentschaft werden dessen aufwändiger Lebensstil und die ins Ausland führenden teuren Einkaufsreisen seiner Gattinnen kritisiert. So beschaffte Mswati III. seinen Ehefrauen mehrfach neue Autos von BMW. Er selbst fährt Luxusautos der Marken Mercedes-Benz und Maybach. Bis 2005 ließ er zehn Paläste für seine Frauen bauen. Eswatini ist eines der ärmsten Länder der Welt. Die Mehrheit der 1,37 Millionen Einwohner Eswatinis lebt unterhalb der Armutsgrenze mit weniger als einem US-Dollar pro Tag. Die AIDS-Rate in Eswatini ist die höchste der Welt; 27 Prozent der Bewohner von Eswatini tragen das Virus in sich. Die Lebenserwartung, zeitweise die niedrigste der Welt, betrug 2015 rund 51 Jahre.
2011 konnte der Staatsbankrott nur mithilfe Südafrikas und eines Kredits in Höhe von 250 Millionen Euro abgewendet werden. Im April fanden im ganzen Land Kundgebungen statt, bei denen der Rücktritt von Mswati III. gefordert wurde. Die Opposition warf ihm vor, die Staatskasse zu plündern, damit sich die königliche Familie ein luxuriöses Leben leisten könne. Die Massenproteste wurden von der Polizei niedergeschlagen.
Den Anschuldigungen, wonach ein neuer Jet des Königs 2012 aus Staatsgeldern gekauft worden sei, widersprach der Regierungssprecher. Der König habe das Flugzeug als Geschenk zum 44. Geburtstag von Freunden erhalten. Die Demokratiebewegung war skeptisch; bereits 2002 hatte die Regierung versucht, einen Jet im Wert von 51 Millionen US-Dollar zu kaufen. Dieser Betrag hatte damals einem Viertel des Haushalts des Landes entsprochen. Der Kauf war wegen internationaler Proteste nicht zustande gekommen. Die Europäische Union hatte gewarnt, die Entwicklungshilfezahlungen zu stoppen.
An seinem 50. Geburtstag erklärte Mswati in einer Rede, dass der englische Name des Landes nicht mehr Swasiland, sondern eSwatini laute.
Ein Wirtschaftszirkel von 15.000 Geschäftsleuten beansprucht den Großteil des Reichtums des Landes für sich. Zu diesem Kreis gehören südafrikanische Investoren, die in Swasiland dreimal billigere Arbeitskräfte finden konnten, und eine Gruppe weißer Unternehmer, welche die britischen Kolonialherren beerbt haben. Die Beträge, die König Mswati III. für seine Amtsausgaben zur Verfügung gestellt werden, machen 8 % des Staatshaushalts aus. Die Polizei erhält 5 % des Budgets, ebenso wie die Streitkräfte.
Im Januar 2023 hatte das Swaziland Solidarity Network (SSN) berichtet, Mswati III. habe Söldner – hauptsächlich weiße Afrikaner aus Südafrika – angeheuert, damit diese die Sicherheitskräfte in Eswatini bei der Unterdrückung der Opposition unterstützen. Ein Regierungssprecher wies diese Angaben zurück.

### Ehefrauen und Familie
König Mswati III. setzt die Tradition der Polygamie in Eswatini fort. Dabei kann ein König seine Gattin allerdings erst heiraten, wenn sie schwanger geworden und damit bewiesen ist, dass sie Erben gebären kann. Eine Bedingung ist ebenso, dass die Ehefrau nicht der Blutlinie des Hauses Dlamini entstammt. Bis dahin gelten seine voraussichtlichen Frauen als Konkubinen. Seine achte Ehefrau Senteni Masango starb am 6. April 2018 an einer Überdosis an Medikamenten. Im Mai 2005 heiratete er seine elfte Frau – die 1984 geborene Noliqwa Ntentesa. Sie war bereits drei Jahre mit dem Herrscher verlobt und hatte in seinem Hofstaat gelebt. Im Juni 2005 folgte die zwölfte Heirat: die Wahl war auf die 16-jährige Schönheitskönigin Nothando Dube gefallen, die bereits ein Kind von ihm erwartete. Am 27. Juli 2010 wurde der Justizminister Ndumiso Mamba wegen einer Affäre mit ihr verhaftet. Nothando Dube stand ein Jahr unter Hausarrest und wurde dann vom Hof verbannt. Sie starb am 8. März 2019 an Hautkrebs. Als 13. Frau wählte Mswati die 17-jährige Studentin Phindile Nkambule aus. Er entdeckte sie beim traditionellen Umhlanga (auch: Schilftanz, Reed Dance Festival) der barbusigen Jungfrauen im September 2005, an dem 4.000 Frauen teilnahmen. Der Monarch verfügte per Dekret, Nkambule zu ehelichen, sobald sie von ihm schwanger sei. 2013 hatte Mswati 15 Ehefrauen. Drei von ihnen haben Mswati verlassen und leben im Exil in Südafrika. 2017 heiratete er seine offiziell 14. Ehefrau. 2024 heiratete er seine 16. Ehefrau Nomcebo Zuma, die Tochter des ehemaligen südafrikanischen Präsidenten Jacob Zuma.
Mswati hat 35 Kinder und 7 Enkelkinder (Stand Juli 2020), darunter Prinzessin Sikhanyiso Dlamini, die erstgeborene Tochter.
Durch seine Schwester Shiyiwe Mantfombi Dlamini Zulu (* 15. Februar 1953; † 29. April 2021), der Hauptfrau des verstorbenen Königs der Zulu Goodwill Zwelithini kaBhekuzulu, ist Mswati III. der Onkel des heutigen Zulukönigs Misuzulu Zulu.

### Ehefrauen (Emakhosikati)
- Inkhosikati LaMatsebula
- Inkhosikati LaMotsa
- Inkhosikati LaMbikiza (1986): Sibonelo Mngomezulu (* 1969)
- Inkhosikati LaNgangaza: Carol Dlamini
- Inkhosikati LaHwala: Putsoana Hwala (* 1974)
- Inkhosikati LaMagwaza: Delisa Magwaza (* 1974)
- Inkhosikati LaMasango (2000): Senteni Masango (* 1981; † 2018)
- Inkhosikati LaGija (2002): Angel Dlamini
- Inkhosikati LaMagongo (2002): Nontsetselo Magongo
- Inkhosikati LaMahlangu (2002): Zena Soraya Mahlangu (* 1984)
- Inkhosikati LaNtentesa (2005): Noliqhwa Ayanda Ntentesa (* 1981)
- Inkhosikati LaDube (2005): Nothando Dube (* 1987/88; † 2019)
- Inkhosikati LaNkambule (2007): Phindile Nkambule
- Inkhosikati LaFogiyane (2007): Sindiswa Dlamini
- Inkhosikati LaMashwama (2019): Siphelele Mashwama (* 1999/2000)
- (2024): Nomcebo Zuma (* 2002)[18]

### Kinder

#### Töchter (Emakhosatana)
- HRH Inkhosatana Sikhanyiso Dlamini (Mrs. Phiri)
- HRH Inkhosatana Temaswati Dlamini
- HRH Inkhosatana Tiyandza Dlamini (Mrs. Leite)
- HRH Inkhosatana Tebukhosi Dlamini
- HRH Inkhosatana Temtsimba Dlamini (Mrs. Schofield)
- HRH Inkhosatana Sibahle Dlamini
- HRH Inkhosatana Sakhizwe Dlamini
- HRH Inkhosatana Sentweleyinkhosi Dlamini
- HRH Inkhosatana Sibusisezweni Dlamini
- HRH Inkhosatana Nkhosiyenzile Dlamini
- HRH Inkhosatana Makhosothando Dlamini
- HRH Inkhosatana Sihlalosemusa Dlamini
- HRH Inkhosatana Mahlemalangeni Dlamini
- HRH Inkhosatana Mazwezulu Dlamini
- HRH Inkhosatana Nikudumo Dlamini
- HRH Inkhosatana Mpilwenhle Dlamini
- HRH Inkhosatana Sabusiswa Dlamini
- HRH Inkhosatana Ntsandvweni Dlamini
- HRH Inkhosatana Nolikhwa Dlamini
- HRH Inkhosatana Mpandzese Dlamini
- HRH Inkhosatana Lomchele Dlamini

#### Söhne (Emakhosana)
- HRH Inkhosana Sicalo Dlamini
- HRH Inkhosana Maveletiveni Dlamini
- HRH Inkhosana Majahanonke Dlamini
- HRH Inkhosana Buhlebenkhosi Dlamini
- HRH Inkhosana Lusuku Dlamini
- HRH Inkhosana Sinawonkhe Dlamini
- HRH Inkhosana Lindani Dlamini
- HRH Inkhosatane Pindiwe Dlamini
- HRH Inkhosana Bandzile Dlamini
- HRH Inkhosana Mchwaso Dlamini
- HRH Inkhosana Saziwangaye Dlamini
- HRH Inkhosana Betive Dlamini
- HRH Inkhosana Mehluli Dlamini
- HRH Inkhosana Mkhandlo Dlamini

### Vermögen
Laut der Zeitschrift Forbes hatte er 2015 ein Vermögen von mindestens 50 Millionen US-Dollar (2008 etwa 200 Millionen US-Dollar). Schätzungen im Jahr 2020 belaufen sich auf 200 bis 500 Mio. US-Dollar. Zu den Besitztümern des Königs zählen unter anderem eine hohe zweistellige Zahl an Luxusautos der Marken Mercedes-Benz, BMW und Rolls-Royce, ein Privatflugzeug und mehrere Luxusimmobilien.